# Спинетоли
Спинѐтоли (на италиански: Spinetoli, на местен диалект Spenìtelë, Спенителъ) е градче и община в Централна Италия, провинция Асколи Пичено, регион Марке. Разположено е на 177 m надморска височина. Населението на общината е 7157 души (към 2011 г.).